# Fulakora punctulata
Fulakora punctulata es una especie de hormiga del género Fulakora, familia Formicidae. Fue descrita científicamente por Clark en 1934.
Se distribuye por Australia. Se ha encontrado a elevaciones de hasta metros. Vive sobre el roble australiano (Eucalyptus obliqua).